# Polyplectropus anakjari
Polyplectropus anakjari is een schietmot uit de familie Polycentropodidae. De soort komt voor in het Oriëntaals gebied.